# Банко (Тренто)
Банко је насеље у Италији у округу Тренто, региону Трентино-Јужни Тирол.
Према процени из 2011. у насељу је живело 318 становника. Насеље се налази на надморској висини од 650 м.